# Орлов Володимир Михайлович
Володи́мир Миха́йлович Орло́в (25 серпня 1989 — 20 жовтня 2022) — солдат Збройних Сил України, учасник російсько-української війни, який загинув під час російського вторгнення в Україну. Кавалер ордена «За мужність» III ступеня (2023, посмертно). Позивний «Орел».

## Життєпис
Володимир Орлов народився 25 серпня 1989 року у місті Пустомити, Львівської області, Україна.
В 1995 році розпочав навчання у першому класі Пустомитівської середньої школи № 2 (зараз — Пустомитівський ліцей  № 2 імені Василя Кучабського Пустомитівської міської ради Львівського району Львівської області), яку закінчив у 2006 році. Після школи здобув освітній рівень спеціаліста (Історик. Викладач історії) на історичному факультеті Львівського національного університету імені Івана Франка.
З жовтня 2011 і до липня 2012 року проходив строкову військову службу у 24 окремій механізованій бригаді імені короля Данила.
Після завершення служби працював на посаді продавець — консультант в мережі магазинів «Сувенірний крам». Згодом опанував фах інженера комп'ютерних систем.
Одружився у 2014 році, виховував сина.
У 2018 році почав працювати фахівцем з комп'ютерних мереж і технологій у компанії «GlobalLogic».
З початком повномасштабного російського вторгнення в Україну в березні 2022 року добровольцем став на захист України. Боровся проти держави-терориста у складі 125-ї окремої бригади територіальної оборони ЗСУ на посаді гранатометника гранатометного відділення. Мав навички бойового медика.
Вірний військовій присязі, загинув 20 жовтня 2022 року при виконанні службового обов'язку по захисту Батьківщини в районі н.п. Торське, Донецької області.
Похований 26 жовтня 2022 року на кладовищі у м. Пустомити.
Дружина Володимира опублікувала книгу спогадів про чоловіка «Острів Орла», всі кошти, виручені з продажу якої, будуть скеровані на волонтерські проекти для забезпечення військових потреб.

## Нагороди та вшанування
В грудні 2022 року в приміщенні школи, де навчався Володимир, відкрито меморіальну дошку на його честь.
24 січня 2023 року відповідно до указу Президента України № 35/2023 Володимир Орлов нагороджений за особисту мужність і героїзм, виявлені у захисті державного суверенітету та територіальної цілісності України, вірність військовій присязі під час російсько-української війни орденом «За мужність» III ступеня (посмертно).
В травні 2024 відповідно до указу Міністра оборони України № 786 від 21 травня 2024 року відзначено медаллю «Захиснику України»